# Dinner Time (film)
Dinner Time (1928) è un cortometraggio animato americano diretto da Paul Terry, co-diretto da John Foster e prodotto da Amadee J. Van Beuren ai Van Beuren Studios. Josiah Zuro ha arrangiato e diretto la partitura musicale "sincronizzata". Il film fa parte di una serie intitolata Le favole di Esopo e presenta una delle creazione di Terry, il contadino Al Falfa, che lavora come macellaio, respingendo un gruppo di fastidiosi cani.
Dinner Time è stato il primo cartone animato con sonoro sincronizzato mostrato al pubblico. Presentato per la prima volta allo Strand Theatre di New York nell'agosto del 1928, fu distribuito dalla Pathé Exchange il 14 ottobre 1928, un mese prima del corto Steamboat Willie, anch'esso con sonoro sincronizzato. Dinner Time non ebbe successo tra il pubblico e il corto della Disney fu ampiamente pubblicizzato come il primo cartone animato con sonoro sincronizzato, oscurando questo corto.
Essendo stato pubblicato nel 1928, il cartone animato è entrato nel pubblico dominio a partire dal 1º gennaio 2024.

## Trama
Un piccolo cane affamato cerca di rubare un po' di cibo al contadino Al Falfa (nel corto si presenta come un macellaio) intento a tritare grossi pezzi di carne davanti al suo negozio. Poco dopo il cane ricorre al furto vero e con l'aiuto di una banda di altri cani, rubano tutto ciò che Al Falfa ha in casa. Un accalappiacani si rivela del tutto inefficace, finendo con la banda di cani che ruba l'intera casa di Al Falfa.